# Meta (fiume Colombia)
Il Meta è un fiume del Sud America, principale affluente colombiano del fiume Orinoco.
Nasce nelle Ande (Cordigliera Orientale), non lontano da Bogotà e si dirige a nord-est verso la confluenza con il suo affluente, il Río Cravo Norte. Successivamente, per una buona parte del suo corso, costituisce il confine tra Colombia e Venezuela in direzione est fino alla confluenza con l'Orinoco in prossimità della città di Puerto Carreño.
Il bacino idrografico del fiume Meta si estende su una superficie di 93.800 km². Nel suo corso il fiume attraversa la regione del Llanos. La sua importanza economica è elevata, perché costituisce una grande via navigabile tra i due paesi che attraversa.
Ha dato il suo nome al dipartimento colombiano di Meta. La città principale attraversata è Puerto López.